# Baureihe 650
De Baureihe 650 ook wel Regio-Shuttle genoemd is een dieseltreinstel, een zogenaamde lichtgewichttrein met lagevloerdeel voor het regionaal personenvervoer van de DB ZugBus (RAB).

## Geschiedenis
Oorspronkelijk werd de Regio-Shuttle tot 2001 door ADtranz gebouwd. Toen Bombardier ADtranz overnam, mocht Bombardier de Regio-Shuttle om kartelrechterlijke redenen niet meer bouwen. De licentie kwam toen in handen van Stadler Rail. Bombardier bouwt nu de ITINO, een treinstel dat gebaseerd is op de Regio-Shuttle. Stadler Rail ontwikkelde de trein verder als Regio-Shuttle RS 1.

### Brand
Op 31 maart 2003 brandt bij het station Stahringen aan de Bodenseegürtelbahn als gevolg van een technisch gebrek de 650 201 gedeeltelijk uit. Deze trein werd voor reparatie naar Stadler Rail in Berlijn-Pankow gebracht.
Op 29 april 2004 brandt in het station Salem als gevolg van een technisch gebrek de 650 020 gedeeltelijk uit.
Op 24 juni 2009 brandt in het station Tübingen als gevolg van een technisch gebrek de 650 324 volledig uit.

## Constructie en techniek
Het treinstel is opgebouwd uit een stalen frame met een frontdeel van GVK. Het treinstel heeft een lagevloerdeel. Deze treinen kunnen tot drie stuks gecombineerd rijden. De treinen zijn uitgerust met luchtvering.

## Treindiensten
De trenen worden door Regio Alb-Bodensee (RAB) ingezet op de volgende trajecten.
- 731 Singen - Friedrichshafen
- 751 Ulm - Laupheim Stadt / Biberach - Aulendorf (- Friedrichshafen)
- 757 Ulm - Aalen - Crailsheim
- 760 Tübingen - Plochingen (- Stuttgart)
- 761 Wendlingen - Oberlenningen
- 763 Metzingen - Bad Urach (Ermstalbahn)
- 764 Tübingen - Herrenberg (Ammertalbahn)
- 766 Tübingen - Aulendorf
- 770 Pforzheim - Karlsruhe (2 doorgaande treinen op za.)
- 774 Tübingen - Horb - Nagold - Pforzheim
- 786 Crailsheim - Stuttgart (1 trein per dag)